# Ahmad Abu Mansur
Ahmad Milidżi Abu Mansur (arab. أحمد مليجي أبو منصور) – egipski zapaśnik walczący w stylu wolnym. Brązowy medalista mistrzostw Afryki w 2012. Zwycięzca igrzysk panarabskich w 2011.